# Internationale Kakao-Organisation

Signatarstaaten des Internationalen Kakao-Abkommens von 2010

Die Internationale Kakao-Organisation, kurz ICCO (von englisch International Cocoa Organization), ist eine internationale Organisation von Kakao produzierenden und importierenden Staaten mit Sitz in Abidjan. Sie wurde 1973 unter der Schirmherrschaft der Vereinten Nationen zur Umsetzung des ersten, am 21. Oktober 1972 in Genf ausgehandelten und am 30. Juni 1973 in Kraft getretenen internationalen Kakao-Übereinkommens in London gegründet. Seit 1972 wurden internationale Kakao-Abkommen (International Cocoa Agreements) in den Jahren 1972, 1975, 1980, 1986, 1993 und 2001 abgeschlossen. Das sechste Internationale Kakao-Übereinkommen wurde 2001 ausgehandelt, seit dem 1. Oktober 2003 vorläufig angewandt und trat am 2. November 2005 endgültig in Kraft. Am 25. Juni 2010 wurde das siebte internationale Kakao-Abkommen in Genf ausgehandelt und trat am 1. Oktober 2012 in Kraft.
Nachdem die Organisation seit 1972 ihren Sitz in London gehabt hatte, wurde am 25. April 2017 das neue ICCO-Hauptquartier in Abidjan (Elfenbeinküste) eingeweiht.

## Bisherige Internationale Kakao-Abkommen
Seit 1972 traten die folgenden Internationalen Kakao-Abkommen in Kraft:
| Abkommen                         | Verabschiedung    | Gültigkeit ab    | UN-Vertragssammlung; Vertragsnummer |
| -------------------------------- | ----------------- | ---------------- | ----------------------------------- |
| 1. Internationales Kakaoabkommen | 21. Oktober 1972  | 30. Juni 1973    | Band 882, S. 67; 12625              |
| 2. Internationales Kakaoabkommen | 20. Oktober 1975  | 1. Oktober 1976  | Band 1023, S. 253; 15033            |
| 3. Internationales Kakaoabkommen | 19. November 1980 | 1. August 1981   | Band 1245, S. 221; 20313            |
| 4. Internationales Kakaoabkommen | 25. Juli 1986     | 20. Januar 1987  | Band 1446, S. 103; 24604            |
| 5. Internationales Kakaoabkommen | 16. Juli 1993     | 22. Februar 1994 | Band 1766, S. 3; 30692              |
| 6. Internationales Kakaoabkommen | 2. März 2001      | 1. Oktober 2003  | Band 2229, S. 2; 39640              |
| 7. Internationales Kakaoabkommen | 25. Juni 2010     | 1. Oktober 2012  | Band 2871, S. 3; 50115              |

## Mitglieder
Im Jahr 2020 waren insgesamt 52 Staaten dem Internationalen Kakao-Abkommen von 2010 beigetreten.

### Ausfuhrmitglieder
Mit Stand 2020 waren 22 Ausfuhrländer dem Internationalen Kakao-Abkommen von 2010 beigetreten.
| Land                         | Beitrittsdatum                                                                         |
| ---------------------------- | -------------------------------------------------------------------------------------- |
| Brasilien                    | Unterzeichnung 7. Juni 2012                                                            |
| Costa Rica                   | Unterzeichnung 6. Juli 2011 / Ratifizierung 19. Januar 2017                            |
| Dominikanische Republik      | Unterzeichnung und vorläufige Anwendung 9. März 2012                                   |
| Ecuador                      | Beitritt 25. September 2013                                                            |
| Elfenbeinküste               | Unterzeichnung 20. September 2011 / Inkraftsetzung 16. Mai 2012                        |
| Gabun                        | Unterzeichnung und vorläufige Anwendung 18. Januar 2012 / Inkraftsetzung 11. Juni 2013 |
| Ghana                        | Unterzeichnung 19. August 2011 / Ratifizierung 18. Dezember 2012                       |
| Guinea                       | Beitritt 19. Juni 2012                                                                 |
| Indonesien                   | Unterzeichnung 12. September 2011 / Ratifizierung 13. November 2012                    |
| Kamerun                      | Unterzeichnung 26. März 2012 / vorläufige Anwendung 24. Januar 2013                    |
| Demokratische Republik Kongo | Unterzeichnung und vorläufige Anwendung 4. November 2011                               |
| Liberia                      | Unterzeichnung 13. November 2012 / Annahme 17. Januar 2014                             |
| Madagaskar                   | Unterzeichnung und vorläufige Anwendung 29. Dezember 2015                              |
| Malaysia                     | Unterzeichnung 5. August 2013 / Ratifizierung 30. August 2013                          |
| Nicaragua                    | Beitritt 15. Juli 2013                                                                 |
| Nigeria                      | Beitritt 10. Oktober 2018                                                              |
| Papua-Neuguinea              | Unterzeichnung 21. April 2016                                                          |
| Peru                         | Unterzeichnung 4. März 2014 / Ratifizierung 12. Mai 2016                               |
| Sierra Leone                 | Unterzeichnung 1. Oktober 2012                                                         |
| Togo                         | Unterzeichnung 19. September 2011 / Ratifizierung 22. Juni 2012                        |
| Trinidad und Tobago          | Unterzeichnung 24. September 2012                                                      |
| Venezuela                    | Beitritt 27. Juni 2016                                                                 |

### Einfuhrmitglieder
Mit Stand 2020 waren 30 Einfuhrländer (davon 28 Staaten der Europäischen Union mit dem Vereinigten Königreich) dem Internationalen Kakao-Abkommen von 2010 beigetreten.
| Land              | Beitrittsdatum                                                                      |
| ----------------- | ----------------------------------------------------------------------------------- |
| Europäische Union | Unterzeichnung und vorläufige Anwendung 10. Juni 2011 / Inkraftsetzung 15. Mai 2012 |
| Russland          | Unterzeichnung 1. Oktober 2014 / Ratifizierung 29. Januar 2016                      |
| Schweiz           | Unterzeichnung 22. Dezember 2010 / Ratifizierung 12. Mai 2011                       |

## Welt-Kakao-Konferenzen
Alle zwei Jahre findet eine Welt-Kakao-Konferenz statt. Die Konferenz in Bali, die eigentlich im September 2020 hatte stattfinden sollen, wurde wegen der COVID-19-Pandemie zunächst auf den Mai 2021 und dann auf das Jahr 2022 verschoben.
| # | Jahr | Tagungsort                      |
| - | ---- | ------------------------------- |
| 1 | 2012 | Abidjan, Elfenbeinküste         |
| 2 | 2014 | Amsterdam, Niederlande          |
| 3 | 2016 | Bavaro, Dominikanische Republik |
| 4 | 2018 | Berlin, Deutschland             |
| 5 | 2022 | Bali, Indonesien                |